# Transeius bellottii
Transeius bellottii är en spindeldjursart som först beskrevs av Moraes och Mesa 1988.  Transeius bellottii ingår i släktet Transeius och familjen Phytoseiidae. Inga underarter finns listade i Catalogue of Life.